# Пеньківська волость
Пеньківська волость — історична адміністративно-територіальна одиниця Ямпільського повіту Подільської губернії з центром у селі Мурафська Пеньківка.
У 1921 перейшла до складу новоутвореного Жмеринського повіту.

## Склад
Станом на 1885 рік складалася з 16 поселень, 17 сільських громад. Населення — 14 065 осіб (6793 чоловічої статі та 7272 — жіночої), 1726 дворових господарств.
|                     | Площа, десятин | У тому числі орної, дес. |
| ------------------- | -------------- | ------------------------ |
| Сільських громад    | 10928          | 7923                     |
| Приватної власності | 15105          | 10234                    |
| Іншої власності     | 784            | 464                      |
| Загалом             | 26817          | 18621                    |

Основні поселення волості:
- Мурафська Пеньківка — колишнє власницьке село за 70 верст від повітового міста, 1077 осіб, 184 дворових господарства, православна церква, постоялий будинок, цегельний і винокурний заводи. За 6 верст — поташний завод.
- Андріївка — колишнє власницьке село при річці Мурашка, 581 особа, 71 дворове господарство, православна церква, школа, постоялий будинок, водяний млин.
- Вознівці — колишнє власницьке село, 740 осіб, 110 дворових господарств, школа, постоялий будинок.
- Юхимівка — колишнє власницьке село, 790 осіб, 133 дворових господарства, православна церква, школа, постоялий будинок, водяний млин.
- Кобелецьке — колишнє власницьке село, 510 осіб, 65 дворових господарств, православна церква, постоялий будинок.
- Копистирин — колишнє власницьке село, 1661 особа, 224 дворових господарства, православна церква, школа, постоялий двір, 2 постоялих будинки, водяний млин, винокурний завод.
- Мовчанська Лука — колишнє власницьке село при річці Русава, 1039 осіб, 114 дворових господарств, православна церква, школа, постоялий будинок.
- Мовчани — колишнє власницьке село, 1055 осіб, 153 дворових господарства, православна церква, костел, 2 постоялих будинки, 2 водяних млини.
- Пасинки — колишнє власницьке село, 800 осіб, 110 дворових господарств, православна церква, школа, водяний млин.
- Строїнці — колишнє власницьке село, 611 осіб, 103 дворових господарства, православна церква, постоялий будинок.
- Тарасівка — колишнє власницьке село, 1446 осіб, 190 дворове господарств, православна церква, костел, школа, постоялий будинок, 6 водяних млинів.
- Телелинці — колишнє власницьке село, 971 особа, 138 дворових господарств, православна церква, школа, постоялий будинок.
- Федорівка — колишнє власницьке село, 666 осіб, 106 дворових господарств, православна церква, школа, постоялий будинок, водяний млин.
- Щучинці — колишнє власницьке село, 595 осіб, 68 дворових господарств, православна церква, постоялий будинок.
- Ярошенка — колишнє власницьке село, 288 осіб, 595 дворових господарств, католицька каплиця, постоялий будинок, цегельний і черепичний заводи.

Старшинами волості були:
- 1904 року — Петро Трофимович Тарасівський[3];